# Андромеда Тонкс

Андромеда Тонкс (уродж. Блек)(англ. Andromeda Tonks) — персонаж книг Дж. К. Роулінг про Гаррі Поттера. Вона є членом сім'ї Блек і рідною сестрою Нарциси Мелфой і Белатриси Лестранж . Андромеда стала відома як « зрадниця крові», так само, як і її двоюрідний брат Сіріус Блек, після того як вона одружилася з маглонародженим Тедом Тонксом. Має доньку Німфадору Тонкс, є тещею Ремусу Люпіну та бабусею Тедді Люпіна.

## Походження імені
Усі члени сім'ї Блек, включно з Андромедою, названі на честь зірок і сузір'їв .Її ім'я походить від сузір'я в північній півкулі, яке отримало свою назву на честь персонажа грецької міфології-принцеси Андромеди. Також це ім'я має грецьке походження і буквально означає « дбає про чоловіка». Також його можна прекласти як « думає як людина- воїн». «Андромеда» також є латинським найменуванням квітки «Підбіл».

## Родина
Андромеда Тонкс належить до великої родини чистокровних чарівників, які входять у Священні 28. Вона є другою донькою Сігнуса і Друелли Блек, молодшою сестрою Белатриси Лестрейнж і старщою Нарциси Мелфой. ЇЇ тітка і дядько по батьківській лінії- Вальбруга і Оріон Блек, А Сіріус і Регулус- двоюрідні брати. Єван Розьє- родич по матері, а Альфред Блек є також дядьком.
Під час навчання у Гоґвортсі вона познайомилася з однокурсником Тедом Тонксом, який навчався на факультеті Гафелпах, пізніше одружилася з ним і народила доньку Німфадору Тонкс. Незадовго перед Другою магічною війною її донька вийшла заміж за Ремуса Люпіна , і у них народився син Тедді. Після закінчення війни онук залишився під опікоб бабусі.

## Історія життя
Андромеда навчалася у Гоґвортсі, на факультеті Слизерин. Під час навчання вона зустрічає Теда Тонкса — маглонародженого чарівника. Незважаючи на переконання своєї родини щодо переваги чистокровних чарівників, вона вирішуєодружитися з Тедом . Після шлюбу її більше не вважають «справжньою» Блек. Батьки Андромеди зреклися своєї доньки, та її сестри повністю обірвали всі зв'язки з нею. Відносини між Андромедою і Белатрисою набувають негативного відтінку, через те, що саме вона вбила її кузена, доньку та зятя.
У 1973 року в Андромеди і Теда народилася дочка — Німфадора Тонкс. Донька по-своєму любила матір, хоч і ненавиділа «безглузде» ім'я, яке отримала при народженні. Андромеда дуже турбувалася за неї під час Другої Магічної війни та залишалася з нею під час її вагітності. Коли Тонкс пішла на битву за Гоґвортс, вона залишила свого маленького сина під опікою бабусі, яка в майбутньому і виховає його після смерті батьків.
Андромеда не була членом Ордену Фенікса, але підтримувала їх організацію. Оскільки її донька та зять були членами цієї спілки, вона дозволяла використовувати свій будинок як безпечне притулок під час операції «Сім Поттерів». Ймовірно, вона підтримувала добрі стосунки з усіма членами Ордену Фенікса.

## Зовнішній вигляд та риси характеру
За словами Німфадори, Андромеда дуже пунктуальна і любить порядок. Жінка подібна зовні на свою старшу сестру Белатрису (одного разу Гаррі майже напав на неї помилково). Вона статна і миловидна, має світло-каштанове волосся і добріші очі, ніж у Белатриси. Вона також висока і гарна, що є загальною рисою для членів сім'ї Блек.
Сіріус, її двоюрідний брат, вважає її справжньою родичкою, тому що вона завжди ставилася до нього з повагою та добротою. Вона є вірним другом: незважаючи на те, що її катували, вона ніколи не розповіла нічого, що могло б пошкодити Гаррі та його друзів. Вона, подібно до Моллі Візлі, приділяє велику увагу сім'ї та друзям.
За характером Андромеда ближче до аристократичної Нарциси, ніж до жорстокої, схибленої на чистоті крові Белли.